# Perquè el foc només siga un espill
Perquè el foc només siga un espill va ser el nom que va rebre el cadafal faller que l'any 1987 es va plantar a la plaça del País Valencià (actual plaça de l'Ajuntament). Com totes les falles plantades per l'Ajuntament de València, va estar fora de concurs.
L'artista encarregat de realitzar-la va ser Manolo Martín López, que va comptar amb dissenys de Sento Llobell sobre una idea de Manuel Vicent. Els ninots portaven vestits dissenyats per Valentín Herrainz i pentinats de l'estilista Tono Sanmartín. Aquell any, la Falla de la Plaça del País Valencià va comptar amb llibret de falla.

## La falla

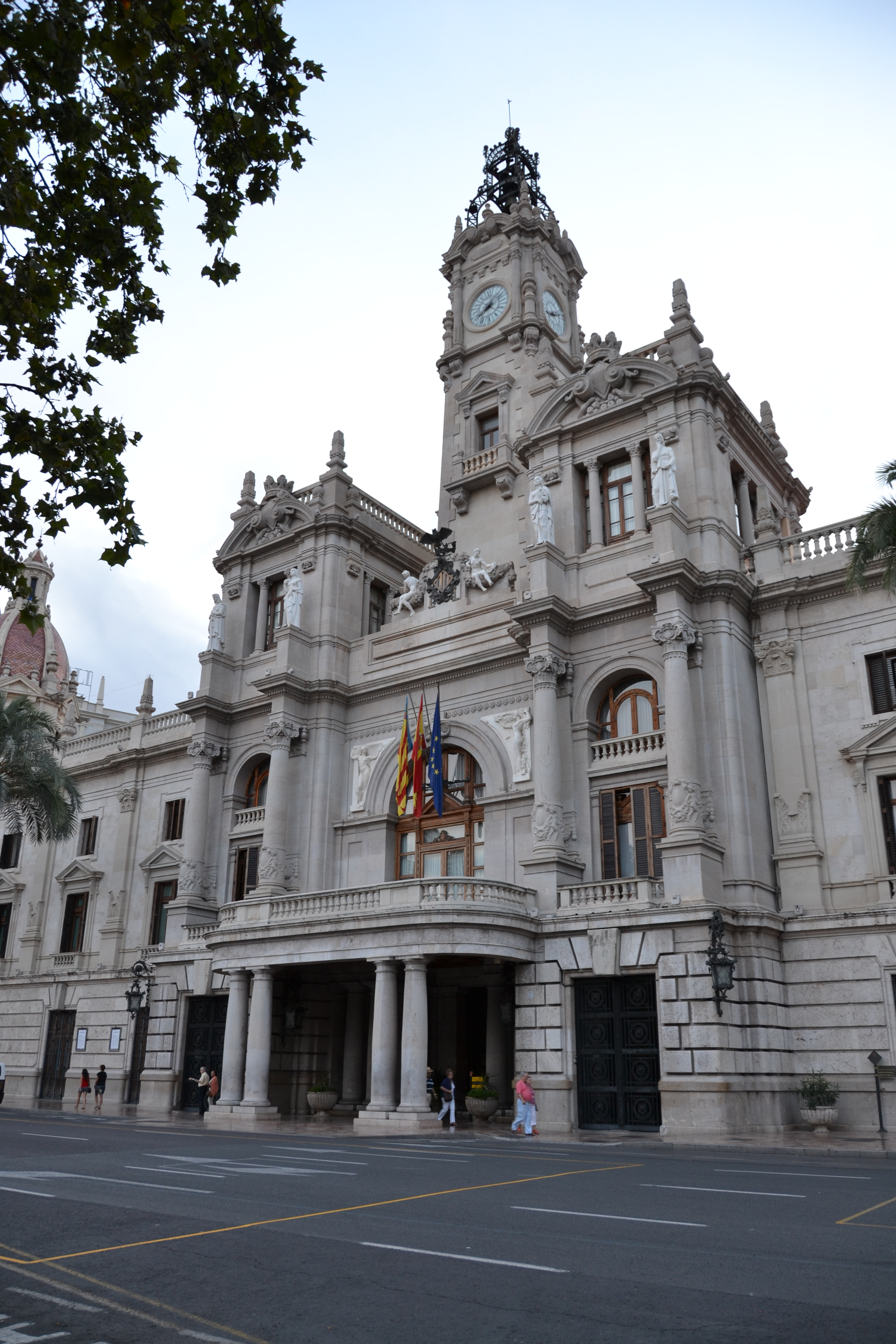
La façana de l'Ajuntament es va reproduir a la falla.

El projecte consistia en una reproducció de la façana de l'Ajuntament de València, que s'havia d'ubicar just davant de l'ajuntament de veritat. La part de darrere de la façana era un escenari on es realitzarien diferents actuacions sense interrupció durant tota la setmana fallera. La falla incloïa setanta-cinc ninots, dissenyats per Sento, vestits per Valentín Herrainz i pentinats per Tono Sanmartín, que en la idea original estaven acompanyats per uns altres setanta-cinc actors que es mesclaven amb els ninots. La idea original també incloïa un museu de la història de València amb personatges històrics representats en ell.
Finalment, el projecte va incloure la façana de l'ajuntament, que a la part dreta simulava un incendi amb jocs de llums i fum, i el rellotge de l'edifici tombat a causa de l'incendi simulat. La part de darrere del cadafal, finalment, sí que va servir d'escenari, i deixava al descobert l'estructura de fusta de la falla, ja que es va voler deixar parcialment inacabada la falla intencionadament. La falla no tenia base, descansant directament sobre el terra. Al balcó de l'Ajuntament, es van col·locar ninots parodiant a l'alcalde (Pérez Casado), altres càrrecs públics, i la fallera major de València.
La plantà de la falla va ser accidentada. No es va poder plantar just davant de l'Ajuntament, sinó davant del Carrer de la Sang, i per causa de l'escenari el rellotge de l'Ajuntament no va poder caure cap arrere, com s'havia previst, sinó cap a un costat. Les grans mides del cadafal (25 metres d'alçada i 28 d'amplària) van endarrerir la plantada fins al matí del dia 16 de març. Des de l'oposició, Alianza Popular va criticar fortament el projecte, en considerar-lo un col·lossalisme realitzat en any pre-electoral. Pel seu fort caràcter innovador també va rebre crítiques per part dels sectors conservadors de les falles, que van qualificar-lo de no-falla. Tot i que també va rebre crítiques favorables, entre el públic no es va acabar d'entendre la proposta, desubicant a molts el fet que l'estructura de fusta estiguera a la vista, semblant que la falla estiguera inacabada. A més, un accident causat per la traca que va encendre un dels grups de teatre de carrer que actuaven al peu de la falla va fer que es cremaren alguns ninots del balcó la vesprada del 18 de març, desperfectes que es repararen aquella mateixa nit. Per la gran mida de la falla, a l'hora de la cremà es van portar a terme grans mesures de seguretat que van comportar el blindatge de pràcticament tota la Plaça, deslluint la crema del cadafal.